# Jeffrey Meldrum
Don Jeffrey "Jeff" Meldrum (llamado Jeff Meldrum) es un profesor de anatomía y antropología y profesor del Departamento de Antropología de la Universidad Estatal de Idaho. Meldrum también es profesor adjunto de terapia ocupacional y física.
Meldrum es un experto en morfología y la locomoción del pie en los primates.

## Biografía
Meldrum recibió su licenciatura en zoología especializada en locomoción de vertebrados en la Universidad Brigham Young (BYU) en 1982, su maestría en BYU en 1984 y un Ph.D. en ciencias anatómicas, con énfasis en antropología biológica, de la Universidad de Stony Brook en 1989 (a la que luego se hace referencia como Universidad Estatal de Nueva York en Stony Brook). Ocupó el cargo de profesor asistente visitante postdoctoral en la Duke University Medical Center desde 1989 hasta 1991. Meldrum trabajó en el Departamento de Biología Celular, Molecular y Estructural de la Universidad de Northwestern por un corto tiempo en 1993 antes de incorporarse a la facultad de la Universidad Estatal de Idaho, donde actualmente enseña.
Meldrum ha publicado numerosos artículos académicos que van desde la morfología evolutiva de los vertebrados, la aparición de la locomoción bipedal en humanos modernos y Sasquatch (Pie Grande) y es coeditor de una serie de libros sobre paleontología. Meldrum también coeditó De Bipedos a Forzudos: La aparición del caminar humano moderno (From Biped to Strider: The Emergence of Modern Human Walking) con Charles E. Hilton. Editó el libro de texto From Biped to Strider (Springer, 2004).
Meldrum ha atraído la atención de los medios debido a su interés en el ser llamado Pie Grande. El escéptico Brian Dunning escribe que "el trabajo de científicos responsables como el Dr. Meldrum es exactamente lo que los verdaderos escépticos deberían pedirle a la comunidad de Pie Grande, no criticarlo por eso".
Meldrum estuvo presente en una conferencia de 2011 en Siberia para hablar sobre el hombre salvaje ruso. Reconoció que los resultados del viaje de campo ruso al sitio de la cueva probablemente fueron fraudulentos. Sugirió que la supuesta evidencia encontrada era simplemente un intento por parte de los funcionarios del gobierno local para conseguir publicidad.
Meldrum también ha estudiado y comentado sobre temas de genética y el Libro Mormón, en su libro ¿Quiénes son los niños de Lehi?, Escrito con Trent D. Stephens.